# Eduardo Merlano
Eduardo Carlos Merlano Morales (Sincelejo, Sucre, 16 de agosto de 1976) es un abogado y político colombiano; hijo del político Jairo Enrique Merlano. Merlano (hijo) está adscrito al Partido de la U; fue senador de Colombia desde el 20 de julio hasta el 16 de octubre de 2012, cuando la Procuraduría de Colombia le destituyó de su cargo e inhabilitó por diez años a raíz de un escándalo que éste protagonizó.

## Escándalo
En mayo de 2012 Merlano protagonizó un escándalo en el cual oficiales de la Policía Nacional de Colombia le solicitaron una prueba de alcoholemia a lo cual Merlano rehusó argumentando su posición de senador. Las escenas ocurrieron en una carretera de Barranquilla y fueron filmadas por los efectivos implicados en el hecho; al día siguiente, el portal de noticias de Barranquilla Zonacero.info, publicó el video junto a una grabación en la cual el comandante de la Policía Metropolitana de Barranquilla se refirió a los oficiales a 'manera de aprehensión' y argumentando una supuesta jerarquía que se habría de respetar por los miembros de la institución.
La noticia generó una gran ola de indignación en las redes sociales.
La colectividad a la cual pertenece Merlano, mediante su entonces presidente Juan Lozano, desautorizó los argumentos que Merlano usó para rehusar el procedimiento policial.
Aparte del rechazo, las declaraciones de Merlano le costaron la apertura de investigaciones en su contra por parte de la Procuraduría General de la Nación. Y la salida de su cargo al comandante de la Policía Metropolitana de Barranquilla.

## Destitución
El 16 de octubre el procurador delegado del caso lo destituyó del cargo y lo inhabilitó por diez años. Un día después, la sala disciplinaria de la Procuraduría General ratificó la sanción. A lo cual, el sancionado anunció demanda de su parte ante el Consejo de Estado contra la Procuraduría, argumentando arbitrariedad por parte del ente de control.
Ese mismo día, la Procuraduría anunció apertura de investigación preliminar contra Merlano por Parapolítica.
La sucesora de Merlano es Astrid Sánchez Montes de Oca, quien también tiene problemas relacionados por la Parapolítica.